# Geena Rocero
Geena Rocero, née à Manille en 1983 ou 1984, est une avocate, mannequin et conférencière américaine d'origine philippine,. Elle a fait son coming out trans le 31 mars 2014 pour la Journée internationale de visibilité transgenre, lors d'une conférence TED. Elle est la fondatrice de Gender Proud, une organisation de défense des droits des personnes transgenres.

## Biographie
Elle est la playmate du magazine Playboy pour le mois d'août 2019.